# Marie Pischon
Marie Pischon (* 21. Januar 1856 in Hünfeld, Kurfürstentum Hessen-Kassel; † 9. Januar 1928 in Hamburg) war eine deutsche Malerin.

## Leben
Marie Pischon, geborene Hupfeld, Tochter des Rechtsanwalts Gustav Adolf Hupfeld, verlebte ihre Kindheit in Hünfeld, bis im Jahre 1865 ihr Vater nach Kassel bestellt wurde.
Unterricht in Zeichnen und Malen erhielt Marie Pischon bei ihrem Großonkel Eduard Ihlée in Kassel und bei David Simonson in Dresden, welcher dort die „Akademie für Zeichnen, Malen und Modellieren“ leitete. Sie kopierte zunächst Alte Meister, bevor sie selbst menschliche Darstellungen anging. Am 3. November 1877 heiratete sie in Kassel den aus Stendal stammenden Kaufmann und Fabrikanten Karl Hugo Pischon, ein Sohn des Pfarrers Carl Friedrich Heinrich Rudolph Pischon und seiner Ehefrau Julie Caroline geborene Voley. Noch im selben Jahre zog sie nach London. 1879 und 1880 gebar sie dort zwei Kinder (Walter Gustav Heino und Elsa Maria). 1880 zog sie nach Düsseldorf, wo 1883 ein Sohn (Herbert Richard Waldemar) das Licht der Welt erblickte. Die Familie ging dann nach Berlin. 1887 und 1889 wurden dort ihre Söhne Richard Albert Hugo Carl und Werner Julius Ferdinand geboren. In Berlin erlangte ihr Mann berufliches hohes Ansehen. Dennoch wagte er eine Umorientierung in die Knopfproduktion, starb aber, bevor es ein solides Unternehmen werden konnte. Marie Pischon übernahm die Handelsgeschäfte – jedoch nicht lange, was auf Konkurs hindeutet. Fortan musste die Begabung der Witwe mit fünf Kindern zum Broterwerb herhalten, was angesichts der zu jener Zeit florierenden Porträtmalerei gelang. 1898 wurde sie in den Verein der Künstlerinnen und Kunstfreunde zu Berlin aufgenommen. Ihre Mitgliedschaft endete 1916. Sie war 1901 mit einem „Weiblichen Bildnis in Pastell“ auf der Großen Berliner Kunstausstellung vertreten. Im Jahre 1907 hatte Marie Pischon ihr Atelier auf dem Kurfürstendamm 213 und wohnte auf dem Hohenzollerndamm in Wilmersdorf, dann in 1910 Atelier und Wohnung zusammengelegt in der Freisinger Straße Nr. 2, Schöneberg, und von 1913 bis 1915 in der Lessingstraße Nr. 7 in Tempelhof. Im Berliner Adressbuch ist sie bis zum Jahr 1919 in der Margaretenstraße 2 in Grunewald verzeichnet. Sie zog dann nach Hamburg, woselbst ihr Sohn Walter lebte. Sie bezog eine Wohnung in der Hagedornstraße 25 und starb am 9. Januar 1928 im Krankenhaus St. Georg. Neben Genrebildern schuf sie vor allem Porträts.

## Werke (Auswahl)
- Porträt des Vaters Gustav Adolf Hupfeld, (1898), Neue Galerie und Städtische Kunstsammlungen[13]
- Porträt einer jungen Dame, Nichte des Malers Franz Krüger, (1901)[14]
- Muse à la lyre, (1902)
- Halbfigurenbildnis einer Dame, (um 1902)[15]
- Der Stammhalter, (1913), Spielzeugmuseum Nürnberg[16][17]
- Porträt Fritz Engelhardt, (1915), Neue Galerie und Städtische Kunstsammlungen[18]
- Christus bei Maria und Martha
- Gottesgabe: Mutter und Kind, (1914)[19]
- Kleiner Junge, (1917)[20]